# Le mille e un'ora di Asterix
Le mille e un'ora di Asterix (Astérix chez Rahàzade) è la ventottesima storia a fumetti della serie Asterix, creata dal duo francese René Goscinny (sceneggiatura) e Albert Uderzo (disegni) e la quarta scritta e disegnata dal solo Uderzo, dopo la morte del collega avvenuta nel 1977. La sua prima pubblicazione in volume in lingua originale risale al 1987.

## Trama
Il capo Abraracourcix fa un discorso in cui spiega che il villaggio, che nell'albo precedente era stato bruciato dalle legioni romane, è stato ricostruito dai romani stessi. Mentre parla, viene però interrotto dal canto stonato di Assurancetourix che ha il potere di far piovere. Il breve diluvio fa cadere dal tappeto volante Kisarah, un fachiro indiano, il quale spiega al villaggio gallico che nella valle del Gange la stagione delle piogge è stata secca e arida, senza nessuna precipitazione. Approfittandone per tentare di salire al potere, il malefico guru Kivalah ha stabilito che, se la pioggia non dovesse cadere entro la fine della stagione dei monsoni, Rahasete, figlia del re Kilosah, verrà immolata sull'altare dei sacrifici. Per impedirlo Kisarah è volato fino in Gallia sul suo tappeto magico per cercare Assurancetourix di cui aveva sentito parlare. 
Così s'imbarcano sul tappeto Asterix, Obelix, Idefix, Assurancetourix e Kisarah, che attraversano in volo Roma e giungono nel Mar Ionio; lì però Assurancetourix canta provocando una pioggia che fa cadere in mare il tappeto con i suoi passeggeri che vengono ripescati da un mercante greco. Dopo che il tappeto viene ritrovato sulla spiaggia da Idefix, i protagonisti riiprendono il viaggio e sorvolano Atene e Tiro, finché un fulmine incendia il tappeto e li fa precipitare in Persia. Là riescono a far battere in ritirata un esercito scita, e i persiani li ricompensano regalando loro un nuovo tappeto con il quale completano il viaggio. 
Al palazzo di Kilosah, si scopre che il bardo è diventato afono, e viene dunque portato da Percaritah, l'ammaestratore di elefanti, che lo sottopone a una cura che consiste in un bagno di latte di elefantessa, mischiato a sterco di elefantino, con pelo tritato di elefantone. Durante la cura il bardo viene però rapito da due scagnozzi di Kivalah che lo portano nel cimitero degli elefanti, dove le bestie dovrebbero ucciderlo, e lo sventurato viene salvato solo dall'arrivo di Asterix, Obelix e Percaritah.
Mentre che Kisarah si scontra con Grazieakì, fachiro aiutante di Kivalah, Asterix e Obelix fanno bere la pozione magica al bardo, facendogli tornare la voce, e i tre impediscono l'esecuzione di Rahasete con Assourancetourix che riesce a cantare e dunque a far piovere. Alla fine Asterix, Obelix, Idefix e Assurancetourix festeggiano il lieto fine in India, anziché nel loro villaggio che si trova comunque a far festa, anche se i commenti di alcuni e l'atteggiamento di Automatix mettono in evidenza come il villaggio senta molto la mancanza dei loro eroi, incluso l'assordante bardo.

## Personaggi
- Kisarah: è un buono e austero fachiro, e va a chiedere aiuto ai protagonisti.
- Kilosah: è un raja indiano, ed è funestamente influenzato dalle tradizioni del suo paese che lo costringono a sacrificare la figlia per ingraziarsi gli Dei.
- Rahasete: è l'affascinante figlia di Kilosah, ed è destinata a essere sacrificata se non piove entro mille e un'ora.
- Kivalah: è un perfido guru. È lui ad aver imposto il decreto delle mille e un'ora, atto a indebolire il raja e impossessarsi del potere.
- Grazieakì: è un fachiro al servizio del malefico Kivalah.
- Percaritah: è un allevatore indiano di elefanti.
- Karambolas: è un mercante greco che incontra i protagonisti durante il loro viaggio verso l'India.

## Riferimenti storici e citazioni
- Prima di tutto, il titolo originale francese è un'allusione a Sheherazade, la principessa narratrice appunto delle fiabe delle Mille e una notte, attraverso un gioco di parole che alla lettera significa "Asterix a casa di Rahazade".
- Nella tavola 42, Assurancetourix canta una parodia di Singin' in the Rain di Gene Kelly, mentre nella tavola 15 Kisarah canta ubriaco una rivisitazione della filastrocca C'era un piccolo naviglio. Le canzoni cantate da Assurancetourix nell'albo sono tutte canzoni riguardanti l'acqua realmente esistenti. Nella versione italiana sono: Scende la pioggia di Gianni Morandi, Piove di Domenico Modugno, Onda su onda di Paolo Conte e Sotto la pioggia di Antonello Venditti. Obelix nella tav. 14 canta invece Bello e impossibile di Gianna Nannini.
- Nelle tavole 17 e 18 il mercante greco Karambolas fa più riferimenti all'Odissea.
- Nella tavola 25 il caviale viene definito cibo per poveri, in contrasto col fatto che ai giorni nostri è un cibo pregiato e costoso; peraltro, un tempo era l'esatto contrario, anzi non mancavano casi in cui fosse una pietanza dei carcerati.
- Nella tavola 30 i medici citano alcune malattie inesistenti in lingua latina.
- Il personaggio di Kivalah è chiaramente ispirato a Iznogoud, protagonista dell'omonimo fumetto creato da René Goscinny e Jean Tabary, e, per rendere ancora più chiaro il riferimento, lo stesso Kivalah rivela nella tavola 39 di essere cugino di Iznogoud dichiarando "divento rajah al posto di quello che c'è...ra già" vale a dire un calco di "divento califfo al posto del califfo" arricchito da un gioco di parole.